# Dendrocolaptes platyrostris
Dendrocolaptes platyrostris là một loài chim trong họ Furnariidae.

## Hình ảnh

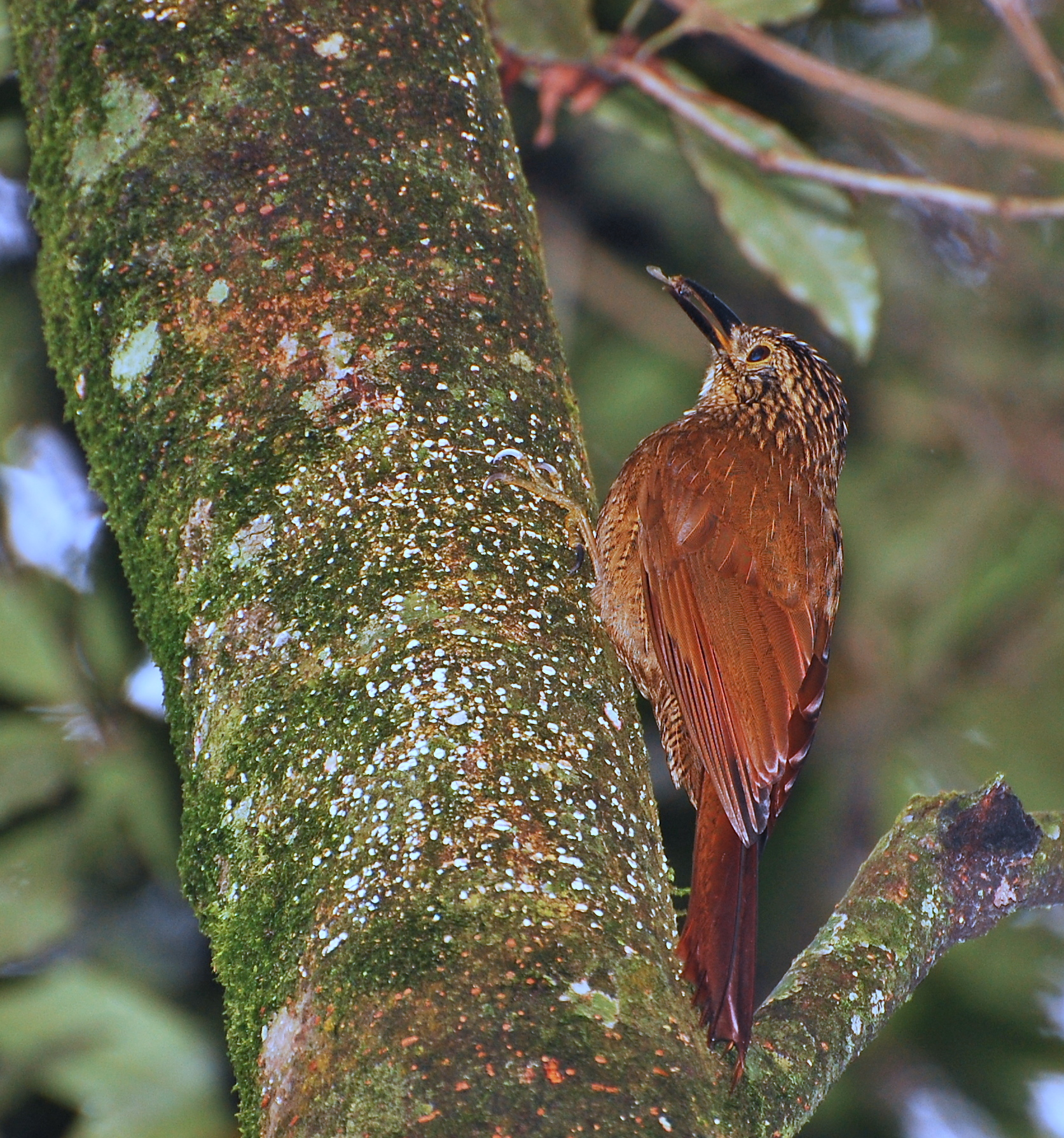

- Tập tin:Flickr - Dario Sanches - ARAPAÇU-GRANDE (Dendrocolaptes platyrostris).jpg